# Strzępiak brązowożółtawy
Strzępiak brązowożółtawy, strzępiak zapoznany (Inocybe praetervisa Quél.) – gatunek grzybów należący do rodziny strzępiakowatych (Inocybaceae).

## Systematyka i nazewnictwo
Pozycja w klasyfikacji według Index Fungorum: Inocybe, Inocybaceae, Agaricales, Agaricomycetidae, Agaricomycetes, Agaricomycotina, Basidiomycota, Fungi.
Synonimy:
- Astrosporina praetervisa (Quél.) J. Schröt. 1889
- Inocybe praetervisa f. luteophylla Jamoni & Bon 1992
- Inocybe praetervisa var. flavofulvida E. Ferrari & Brignoli 2000
- Inocybe praetervisa var. pusilla J.E. Lange 1917

Nazwę polską zaproponował Władysław Wojewoda w 2003 r. Andrzej Nespiak w 1990 roku opisywał ten gatunek pod nazwą strzępiak zapoznany.

## Morfologia
Kapelusz
Średnica 2–6 cm, początkowo stożkowaty, potem szeroko rozpostarty z niewielkim garbkiem. Brzeg początkowo nieco podwinięty, potem prosty, w końcu nieco wywinięty do góry. Powierzchnia garbka niemal gładka, poza tym lśniąca i ku brzegowi coraz bardziej pasemkowato-włóknista. Na środku brązowy, miedzianobrązowy lub złotooliwkowy, na brzegu ochrowy. Bywa też cały żółtawy lub ochrowy, lub na szczycie nieco brązowy.
Blaszki
Słabo przyrośnięte, z blaszeczkami. Początkowo jasnoochrowe, potem jasnobrązowe. Ostrza biało orzęsione.
Trzon
Wysokość 5–7, rzadko 4 cm, grubość 0,4–0,8 cm, pełny, walcowaty, przy podstawie nieco rozszerzony z niewielką, słabo obrzeżoną bulwką. Powierzchnia górą biaława z ochrowym odcieniem, dołem brązowawa, na całej długości oszroniona, górą silniej.
Miąższ
Białawy, tylko u podstawy trzonu brązowawy. Ma łagodny smak, zapach kwaskowaty lub spermy.
Cechy mikroskopowe
Zarodniki 10–14 × 7–8 µm ze słabo wyróżnionymi guzkami. Podstawki 30–32 × 10–12,5 µm. Cheilocystydy i pleurocystydy 45–70(–80) × 13–20 µm i ścianie grubości około 2 µm. Kaulocystydy podobne, ale nieco cieńsze i mniejsze.

## Występowanie i siedlisko
Znane jest występowanie strzępiaka brązowożółtawego w północnej części Ameryki Północnej, w Europie, Chinach, Korei, Japonii i Maroku. W piśmiennictwie naukowym na terenie Polski do 2003 r. podano liczne stanowiska.
Grzyb mikoryzowy. Występuje w lasach liściastych i mieszanych. Podawane jest jego występowanie pod bukami i dębami od lipca do listopada.

## Gatunki podobne
Przez mykologów uważany jest za gatunek trudny taksonomicznie. J. Stangl w 1979 r. znalazł owocniki o różniących się cechach morfologicznych, które początkowo uznał za odmianę Inocybe praetervisa, później jednak zdecydował się je podnieść do rangi odrębnych gatunków Inocybe ochracea Stangl i Inocybe alnea Stangl. Podobny jest także opisany w Anglii strzępiak wydmowy (Inocybe dunensis P.D. Orton). Odróżnia się siedliskiem (wydmy), włókienkowatym i szaroochrowym kapeluszem, oraz całkowicie oszronionym trzonem, na starość nabierającym różowego odcienia. Według Pavola  Škubli podobny jest także strzępiak jasnobrzegi (Inocybe mixtilis) różniący się znacznie jednak mniejszym owocnikiem, oraz tzw. strzępiak porysowany (Pseudosperma rimosum), który nie ma bulwki, a w okresie suszy jego kapelusz promieniście pęka. Poza tym rośnie on na torfowiskach i na podmokłym terenie wśród mchów.